# Koh-i Nor
Le Koh-i Nor ou Kuh-e Nûr ou Koh-i-Noor (en persan : کوه نور, montagne de lumière) est un diamant de 105,602 carats (21,61 g) actuellement  monté sur une des couronnes de la famille royale britannique, exposée avec les joyaux de la Couronne britannique à la Tour de Londres.

## Histoire

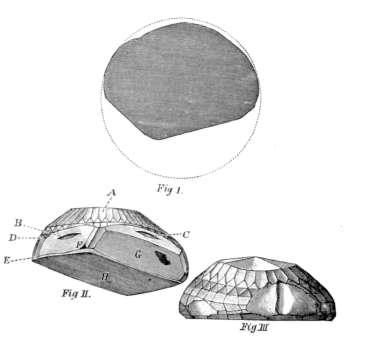
Croquis du Koh-i Nor d'après Tavernier.

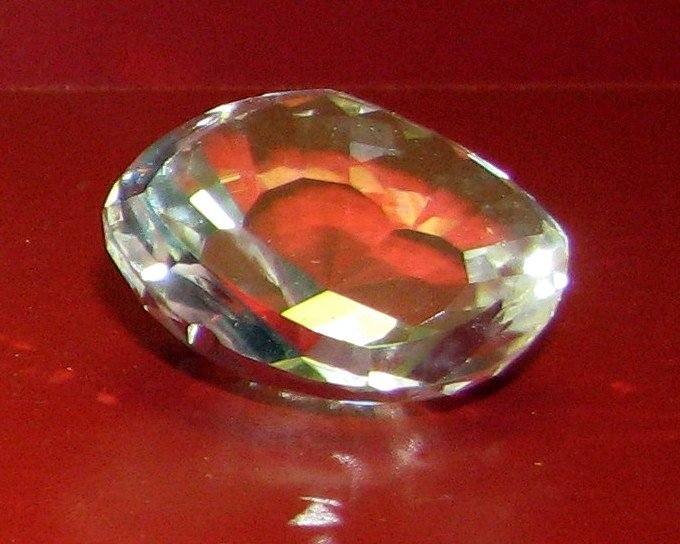
Reproduction du Koh-I Nor avant sa découpe de 1852, vu de dessous.

L'origine exacte du Koh-i Nor est inconnue. Il pourrait provenir de l'ancienne mine indienne de Kollur, à Golconde, située sur la rive droite du fleuve Krishnâ du Karnataka, cette supposition s'appuyant sur la similitude entre le nom du diamant et celui de la mine. D'autres hypothèses supposent qu'il aurait été trouvé, il y a quelque 5 000 ans, dans le lit de la Godâvarî, près de Machlipatnam en Inde centrale, ou dans les collines d'Amravati, dans le Maharashtra.
Cependant, la première mention du diamant se trouve dans le Babur Nama, la chronique de la vie de Bâbur, qui le signale en possession du râja de Mâlvâ en Inde. Il passe ensuite dans les mains des empereurs moghols en 1526. Il est alors monté sur le trône du Paon. Il ne prend cependant son nom actuel en 1739 que lorsqu'il passe aux mains de Nâdir Shâh de Perse après qu'il a pillé Delhi. En 1747, après l'assassinat de ce dernier, sardar Ahmad Khan Abdali, le futur Ahmad Shâh Durrani d'Afghanistan, qui a été un de ses lieutenants, va offrir une protection à la veuve de Nâdir Shâh en la raccompagnant jusqu'à destination ; au moment de leur séparation, la reine veuve va offrir le célèbre diamant comme remerciement au prince afghan. Ainsi le Koh-i Nor va-t-il devenir un des joyaux de la cour d'Afghanistan.
De 1793 à 1818, l'Afghanistan connaît une guerre fratricide entre les petits-fils d'Ahmad Shâh pour le trône. En 1800, l'empereur Zaman Shâh Durrani est renversé par son demi-frère Mahmud Shah, qui l'aveugle et l'emprisonne dans les cachots de la citadelle royale de Kaboul, le Bala-Hissar. Le nouveau souverain n'arrive pas à mettre la main sur le célèbre diamant qui aurait disparu du trésor royal. En 1803, son autre frère, Shah Shuja, le renverse et se proclame empereur à son tour. Son premier geste est de libérer son frère aîné, Zaman Shâh. Ce dernier lui révèle la cachette du Koh-i Nor, qui avait été dissimulé dans les murs de son cachot. Le 25 février 1809, un émissaire diplomatique britannique, Mountstuart Elphinstone, rend visite à Shah Shuja dans sa cour d'hiver à Peshawar, pour le persuader de contrer les avancées possibles de l'empereur Napoléon sur l'Inde Britannique à travers la Perse et l'Afghanistan. Il existe une description de ce diamant dans son livre : Account of the Kingdom of Cabul and its Dependencies in Persia and India (1815) : le Koh-i Nor ornait alors le poignet du souverain afghan.
Vers 1814, le Koh-i Nor est cédé à contre-cœur par Shah Shuja au râja sikh Ranjît Singh pour le remercier de son hospitalité durant sa fuite en 1814. Les Britanniques le confisquent en 1849 à Dhulîp Singh, son fils, dernier souverain sikh, alors âgé de 11 ans, lorsqu'ils s'emparent de son État et de tous ses biens, si celui-ci veut revoir sa mère. Le diamant est présenté, le 3 juillet 1850, à la reine Victoria, pour le 250e anniversaire de la Compagnie anglaise des Indes orientales. En 1852, sous la supervision du prince consort Albert, il est taillé, passant de 186 à sa masse actuelle de 105 carats soit de 37,21 à 21,61 g pour améliorer sa brillance, puis est monté sur une tiare avec plus de deux mille autres diamants. En 1936, la pierre est installée sur la couronne de la nouvelle reine Elizabeth, l'épouse du roi George VI.
Les gouvernements de l'Inde demandent périodiquement au gouvernement et à la couronne britanniques le retour de la pierre, revendiquant la propriété légitime. Dans le passé, il y eut aussi les demandes des gouvernements du Pakistan, de l'Afghanistan et de l'Iran pour le retour de la pierre.

## Caractéristiques
La pureté chimique de la pierre est exceptionnelle : le type IIa dans laquelle elle est classée concerne seulement 0,8 % des pierres précieuses existantes.